# Dammartin-sur-Meuse
Pour les articles homonymes, voir Dammartin.
Dammartin-sur-Meuse est une commune française située dans le département de la Haute-Marne, en région Grand Est.

## Géographie
La commune renferme le village de Dammartin et le hameau de Malroy.
| Val-de-Meuse | Val-de-Meuse        | Parnoy-en-Bassigny    |
| Val-de-Meuse | Dammartin-sur-Meuse | Le Châtelet-sur-Meuse |
| Val-de-Meuse | Val-de-Meuse        |                       |

### Hydrographie
La commune est traversée par la ligne de partage des eaux entre les bassins versants de la Meuse et de la Saône au sein respectivement du bassin Rhin-Meuse et du bassin Rhône-Méditerranée-Corse. Elle est drainée par la Meuse, le ruisseau du Moreux, le ruisseau de l'Étang Chatain, le ruisseau de Pré Chatenay, le ruisseau du Pré du Chêne et le ruisseau du Ru Sergent,.
La Meuse traverse la commune dans sa partie nord. Elle prend sa source au Châtelet-sur-Meuse, et se jette dans la mer du Nord après un cours long d'approximativement 950 kilomètres traversant la France, la Belgique et les Pays-Bas. 

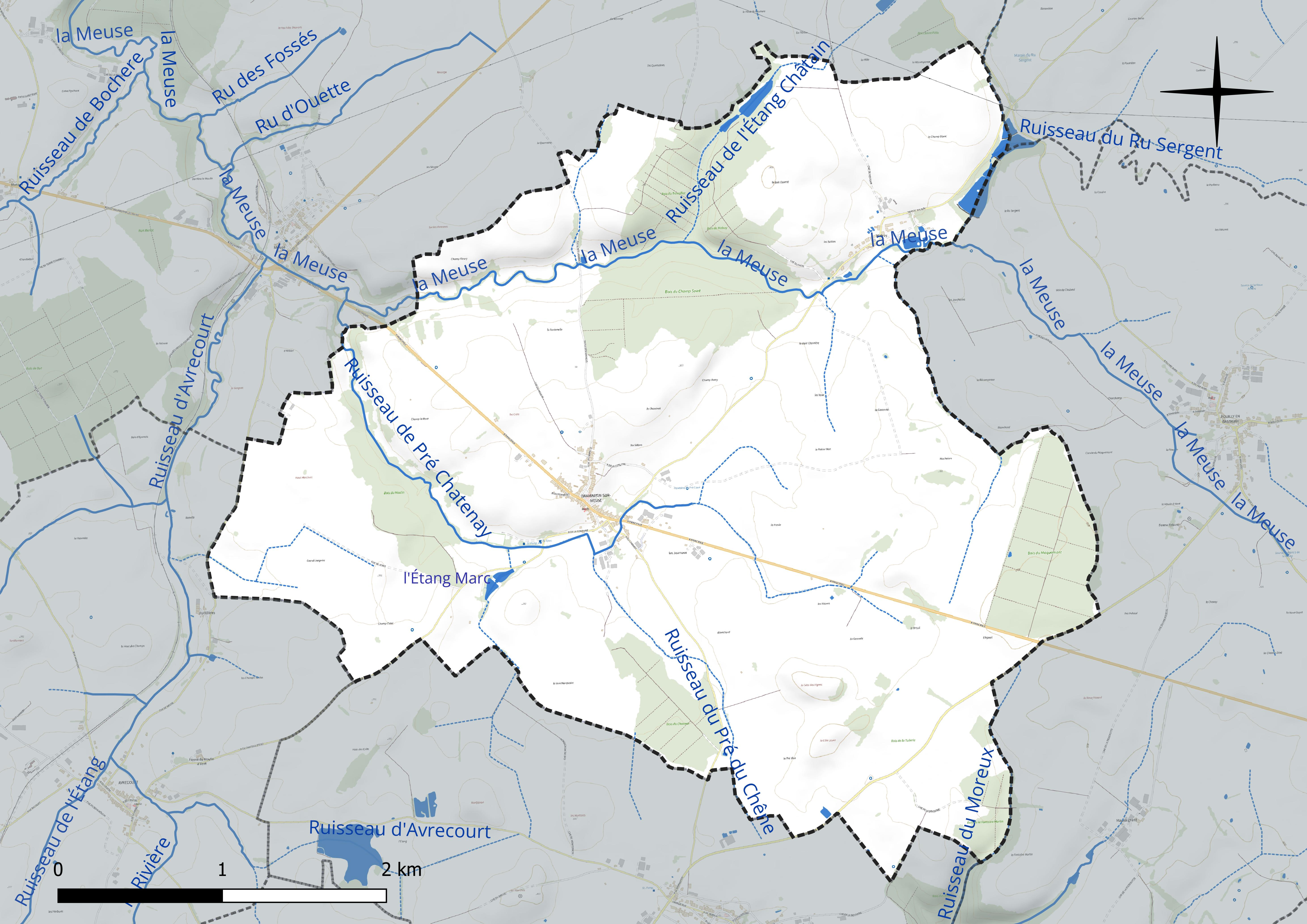
Réseau hydrographique de Dammartin-sur-Meuse.

Un plan d'eau complète le réseau hydrographique : l'étang Marc (0,5 ha),.

### Climat
Pour des articles plus généraux, voir Climat du Grand Est et Climat de la Haute-Marne.
En 2010, le climat de la commune est de type climat des marges montargnardes, selon une étude du Centre national de la recherche scientifique s'appuyant sur une série de données couvrant la période 1971-2000. En 2020, Météo-France publie une typologie des climats de la France métropolitaine dans laquelle la commune est exposée à un climat océanique altéré et est dans la région climatique  Lorraine, plateau de Langres, Morvan, caractérisée par un hiver rude (1,5 °C), des vents modérés et des brouillards fréquents en automne et hiver. 
Pour la période 1971-2000, la température annuelle moyenne est de 9,7 °C, avec une amplitude thermique annuelle de 16,9 °C. Le cumul annuel moyen de précipitations est de 942 mm, avec 13,1 jours de précipitations en janvier et 9,3 jours en juillet. Pour la période 1991-2020, la température moyenne annuelle observée sur la station météorologique de Météo-France la plus proche, « Val-de-Meuse », sur la commune de Val-de-Meuse à 6 km à vol d'oiseau, est de 9,9 °C et le cumul annuel moyen de précipitations est de 917,4 mm. 
La température maximale relevée sur cette station est de 39,5 °C, atteinte le 25 juillet 2019 ; la température minimale est de −25 °C, atteinte le 18 janvier 1966,,. 
Les paramètres climatiques de la commune ont été estimés pour le milieu du siècle (2041-2070) selon différents scénarios d'émission de gaz à effet de serre à partir des nouvelles projections climatiques de référence DRIAS-2020. Ils sont consultables sur un site dédié publié par Météo-France en novembre 2022.

## Urbanisme

### Typologie
Au 1er janvier 2024, Dammartin-sur-Meuse est catégorisée commune rurale à habitat dispersé, selon la nouvelle grille communale de densité à sept niveaux définie par l'Insee en 2022.
Elle est située hors unité urbaine et hors attraction des villes,.

### Occupation des sols
L'occupation des sols de la commune, telle qu'elle ressort de la base de données européenne d’occupation biophysique des sols Corine Land Cover (CLC), est marquée par l'importance des territoires agricoles (82,5 % en 2018), une proportion identique à celle de 1990 (82,5 %). La répartition détaillée en 2018 est la suivante : 
prairies (49,6 %), terres arables (29,1 %), forêts (15,9 %), zones agricoles hétérogènes (3,7 %), zones urbanisées (1,6 %). L'évolution de l’occupation des sols de la commune et de ses infrastructures peut être observée sur les différentes représentations cartographiques du territoire : la carte de Cassini (XVIIIe siècle), la carte d'état-major (1820-1866) et les cartes ou photos aériennes de l'IGN pour la période actuelle (1950 à aujourd'hui).

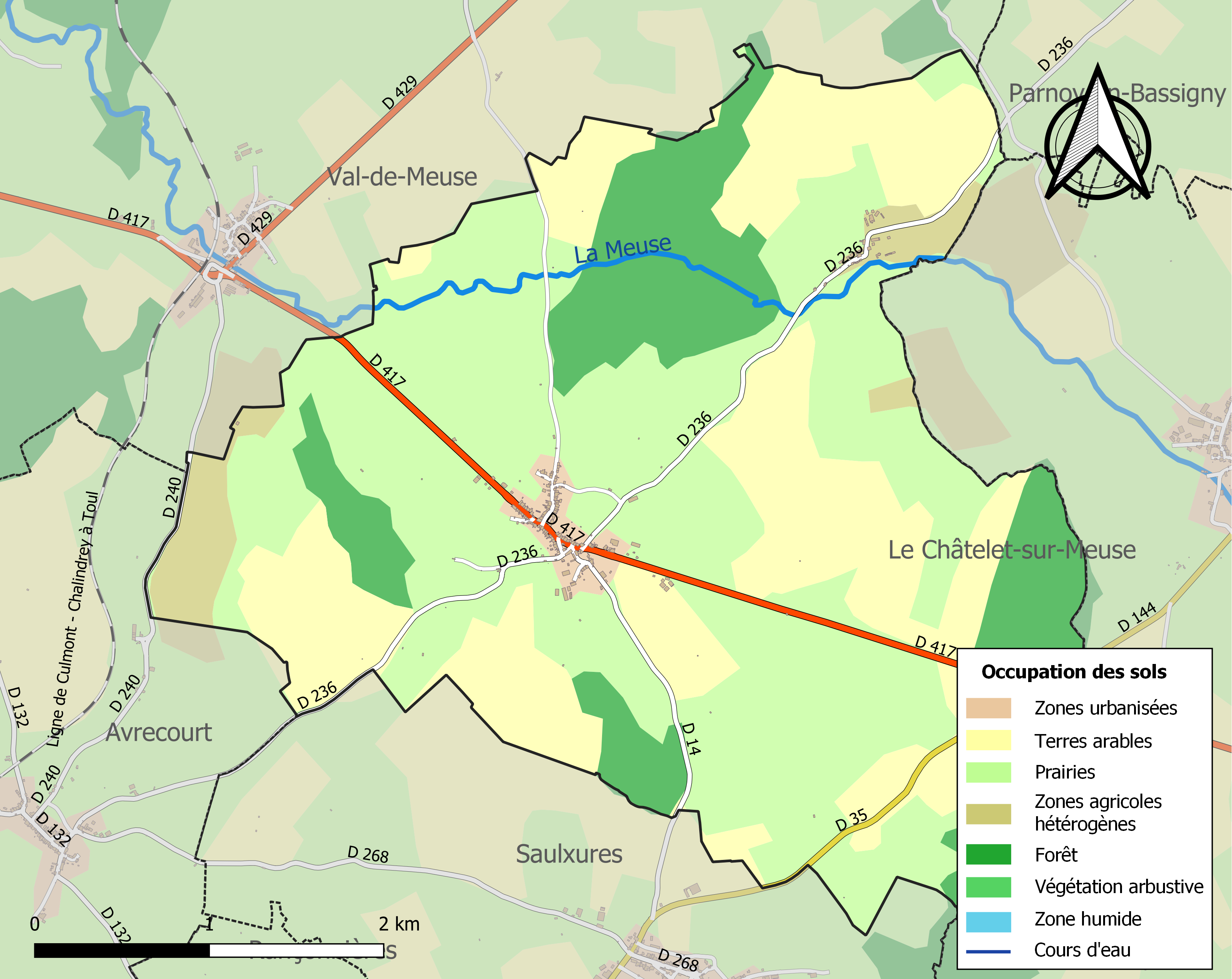
Carte des infrastructures et de l'occupation des sols de la commune en 2018 (CLC).

## Toponymie
Le nom de la localité est attesté sous les formes Domnus Martinus (1224) ; Dognus martinus (1252) ; Dan Martin (1274-1275) ; Dammartin (1277) ; Donnus Martinus (XIVe siècle) ; Dampmartin (1439) ; Donpmartin, Danpmartin (1445) ; Dommartin (1515) ; Dompmartin (1602) ; Dammartin (1732).

Dammartin est un hagiotoponyme caché, qui fait référence à Domnus Martinus, le nom latin de saint Martin de Tours.
La Meuse ; en néerlandais et en allemand, Maas ; en wallon, Moûse ; en latin Mosa, est un fleuve européen qui prend sa source en France et se jette dans la mer du Nord en traversant la France, la Belgique et les Pays-Bas.

## Histoire
La seigneurie de Dammartin, possédée par la famille de Rose, a été érigée en marquisat de Dammartin en 1719.
L'école d'agriculture catholique de Malroy a formé des élèves de 1842 à 1992.

## Politique et administration
| Période                                  | Période          | Identité            | Étiquette | Qualité |
| ---------------------------------------- | ---------------- | ------------------- | --------- | ------- |
| 15 mars 1892                             | 20 mars 1900     | Isidore Maugras     |           |         |
| 20 mars 1900                             | 17 mai 1908      | Léon Guyot          |           |         |
| 17 mai 1908                              | 30 mars 1913     | Alphonse Noirot     |           |         |
| 30 mars 1913                             | 5 mai 1929       | Gabriel De Montarby |           |         |
| 5 mai 1929                               | 24 novembre 1940 | René Husson         |           |         |
| 24 novembre 1940                         | 26 octobre 1947  | Albert Seurot       |           |         |
| 26 octobre 1947                          | 26 mars 1971     | Félicien Drouot     |           |         |
| 26 mars 1971                             | 17 janvier 1987  | Gabriel Crance      |           |         |
| 17 janvier 1987                          | 8 novembre 1987  | Jean Crance         |           |         |
| 8 novembre 1987                          | 28 mars 2014     | Jean-Claude Millé   |           |         |
| 28 mars 2014                             | En cours         |                     |           |         |
| Les données manquantes sont à compléter. |                  |                     |           |         |

## Population et société

### Démographie

#### Évolution démographique
L'évolution du nombre d'habitants est connue à travers les recensements de la population effectués dans la commune depuis 1793. Pour les communes de moins de 10 000 habitants, une enquête de recensement portant sur toute la population est réalisée tous les cinq ans, les populations de référence des années intermédiaires étant quant à elles estimées par interpolation ou extrapolation. Pour la commune, le premier recensement exhaustif entrant dans le cadre du nouveau dispositif a été réalisé en 2008.

En 2022, la commune comptait 203 habitants, en évolution de +1,5 % par rapport à 2016 (Haute-Marne : −4,62 %, France hors Mayotte : +2,11 %).
| 1793 | 1800 | 1806 | 1821 | 1831 | 1836 | 1841 | 1846 | 1851 |
| ---- | ---- | ---- | ---- | ---- | ---- | ---- | ---- | ---- |
| 489  | 495  | 468  | 508  | 529  | 530  | 536  | 593  | 648  |

| 1856 | 1861 | 1866 | 1872 | 1876 | 1881 | 1886 | 1891 | 1896 |
| ---- | ---- | ---- | ---- | ---- | ---- | ---- | ---- | ---- |
| 673  | 709  | 649  | 606  | 648  | 578  | 530  | 471  | 538  |

| 1901 | 1906 | 1911 | 1921 | 1926 | 1931 | 1936 | 1946 | 1954 |
| ---- | ---- | ---- | ---- | ---- | ---- | ---- | ---- | ---- |
| 519  | 456  | 512  | 439  | 511  | 492  | 545  | 517  | 353  |

| 1962 | 1968 | 1975 | 1982 | 1990 | 1999 | 2006 | 2008 | 2013 |
| ---- | ---- | ---- | ---- | ---- | ---- | ---- | ---- | ---- |
| 266  | 239  | 229  | 207  | 186  | 195  | 218  | 224  | 209  |

| 2018 | 2022 | - | - | - | - | - | - | - |
| ---- | ---- | - | - | - | - | - | - | - |
| 196  | 203  | - | - | - | - | - | - | - |

## Héraldique
| Armes de Dammartin sur Meuse | Les armes de Dammartin sur Meuse se blasonnent ainsi : D'azur au chevron d'or accompagné de trois roses d'argent. |

## Lieux et monuments
- Église Saint-Martin.

### Cartes postales anciennes

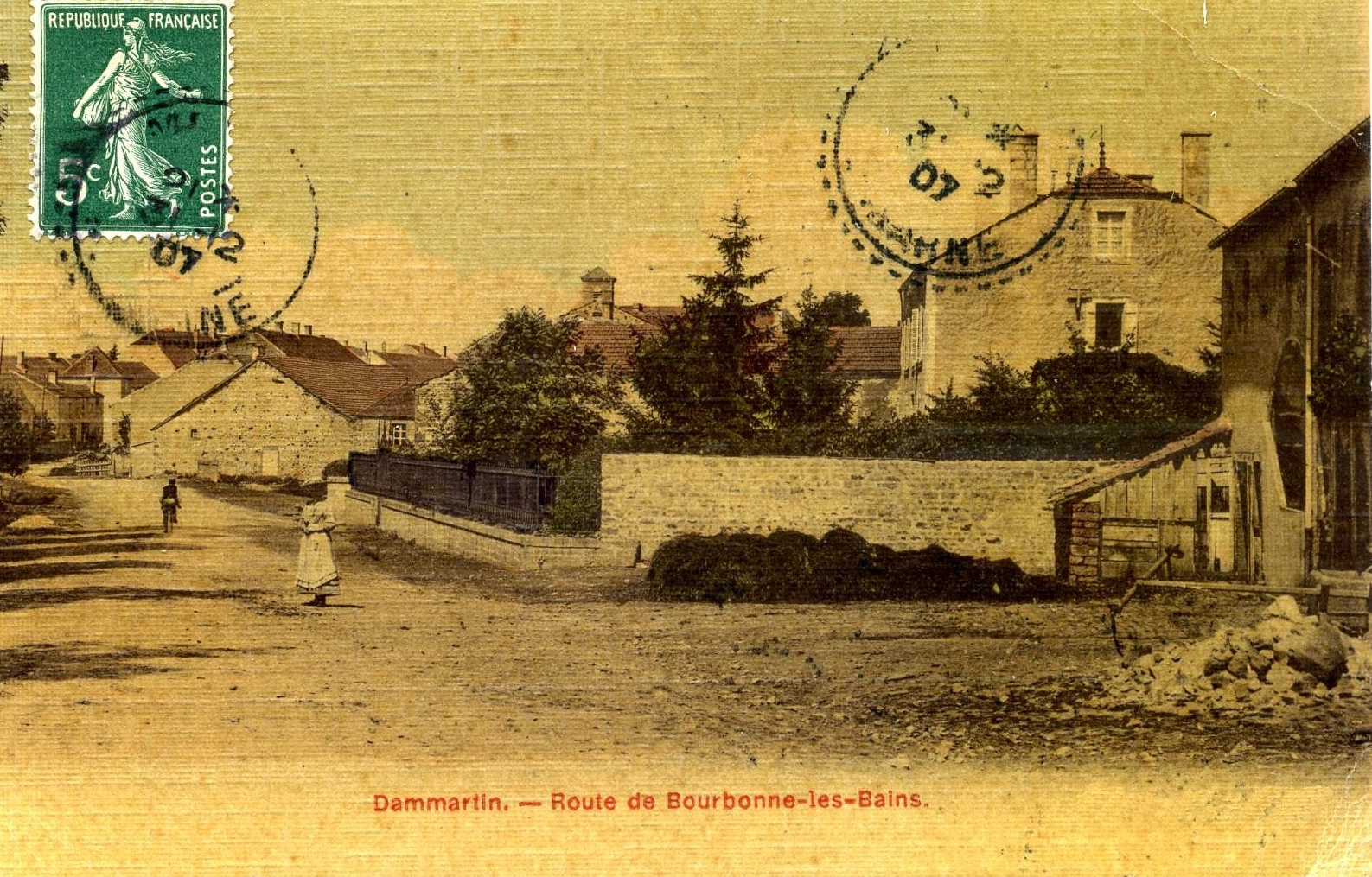
La route de Bourbonne-les-Bains vers 1907.
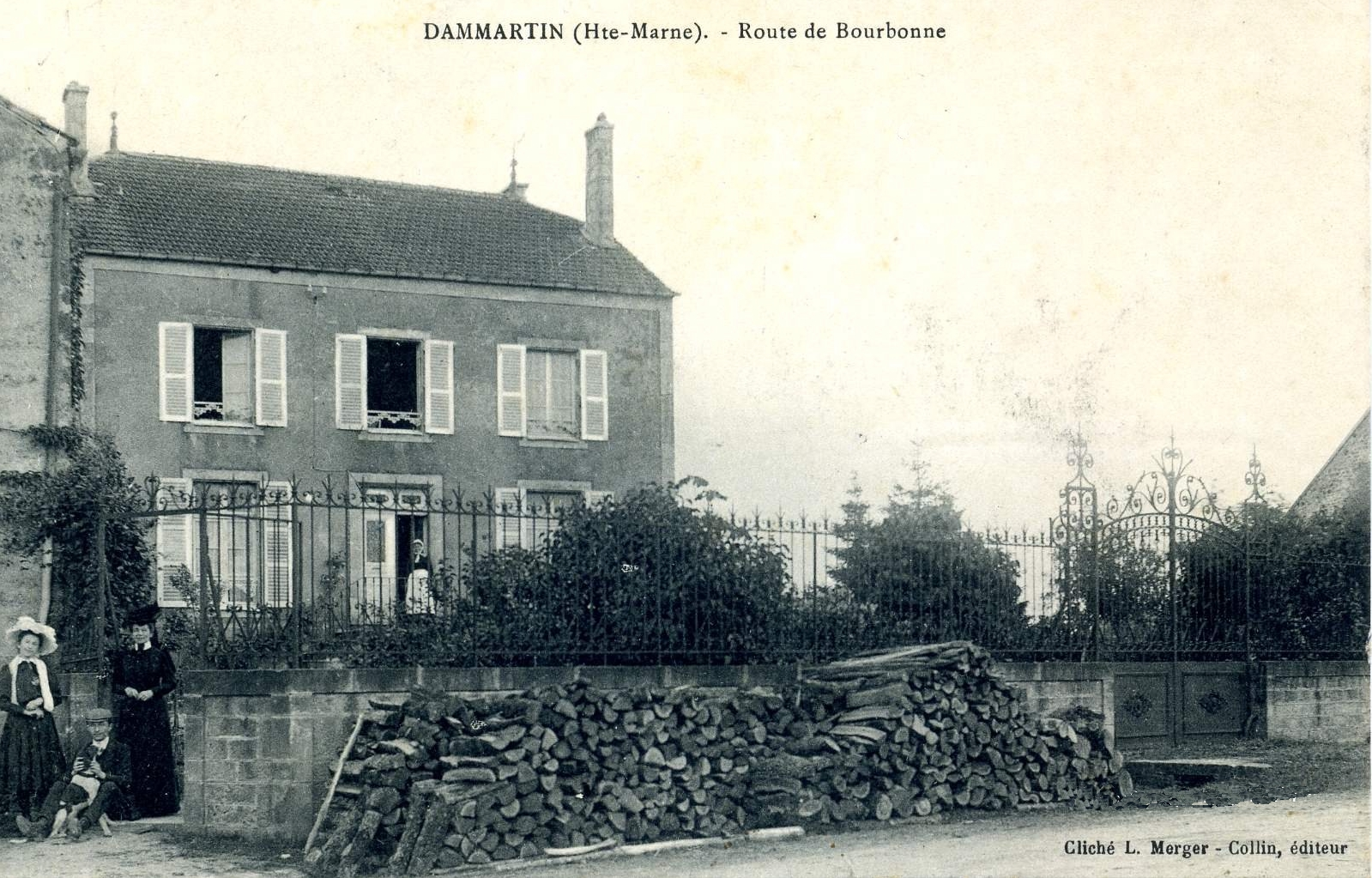
Route de Bourbonne-les-Bains.
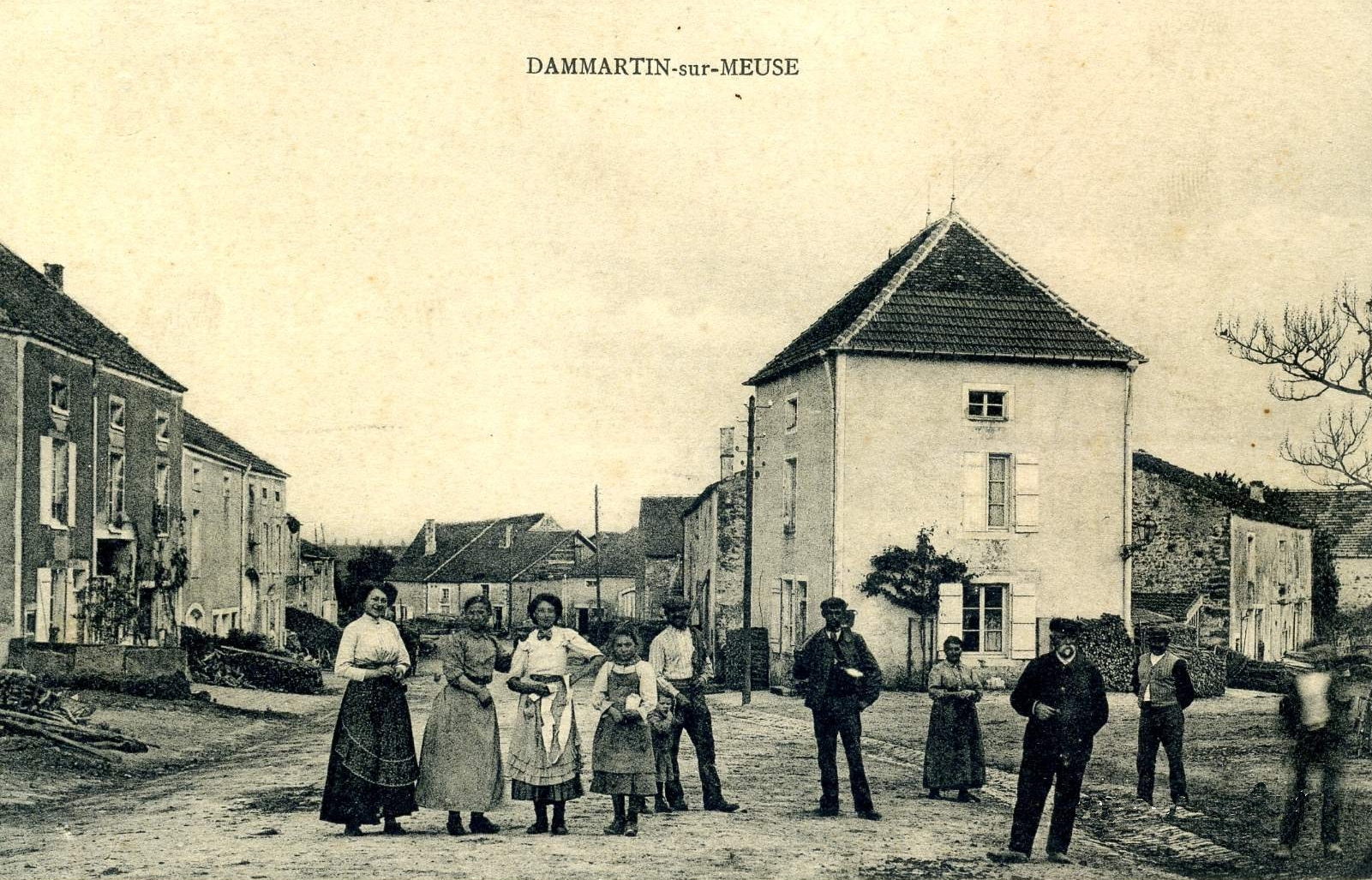
Habitants dans la rue principale vers 1910.
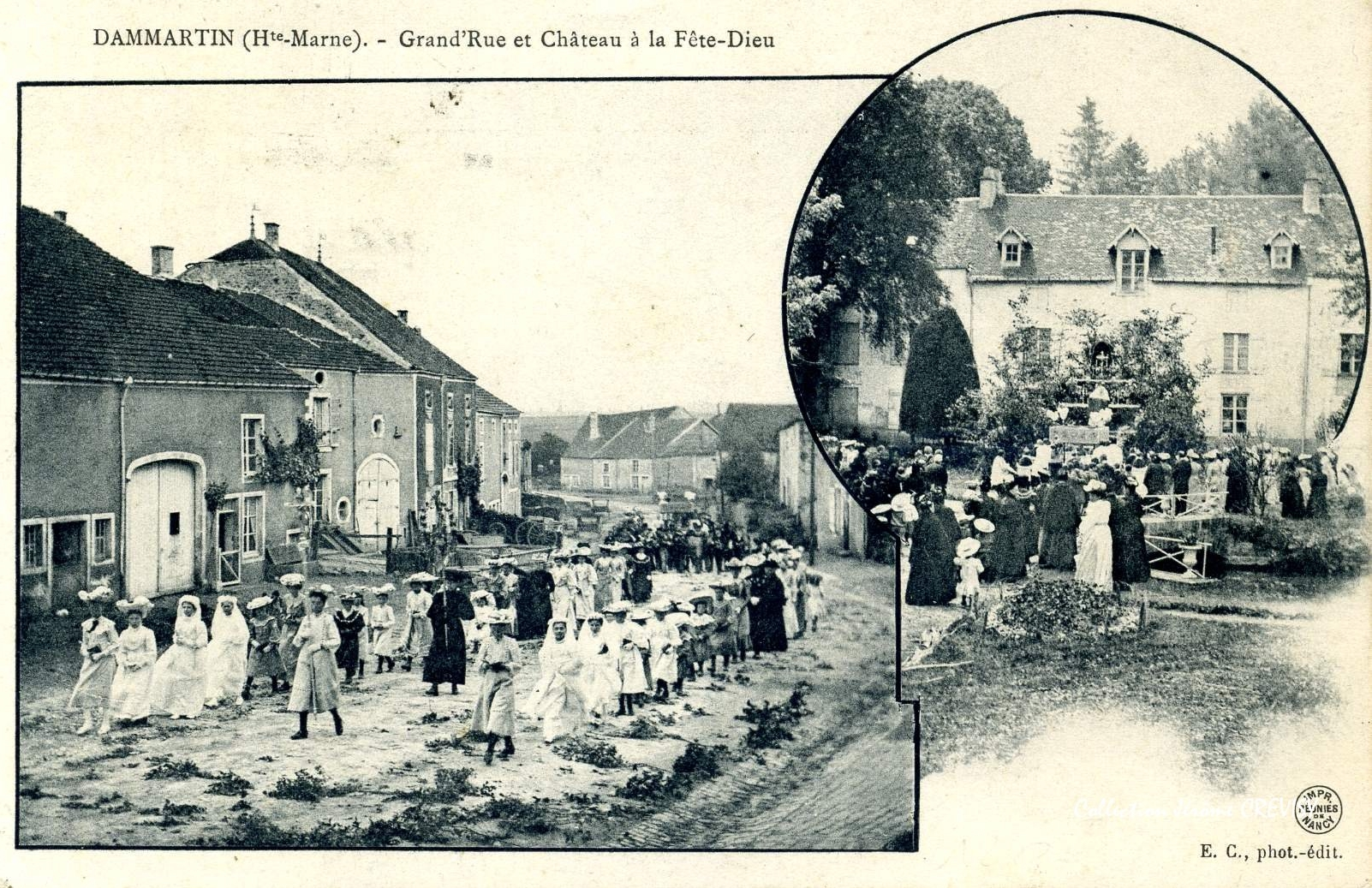
La Fête-Dieu vers 1910.
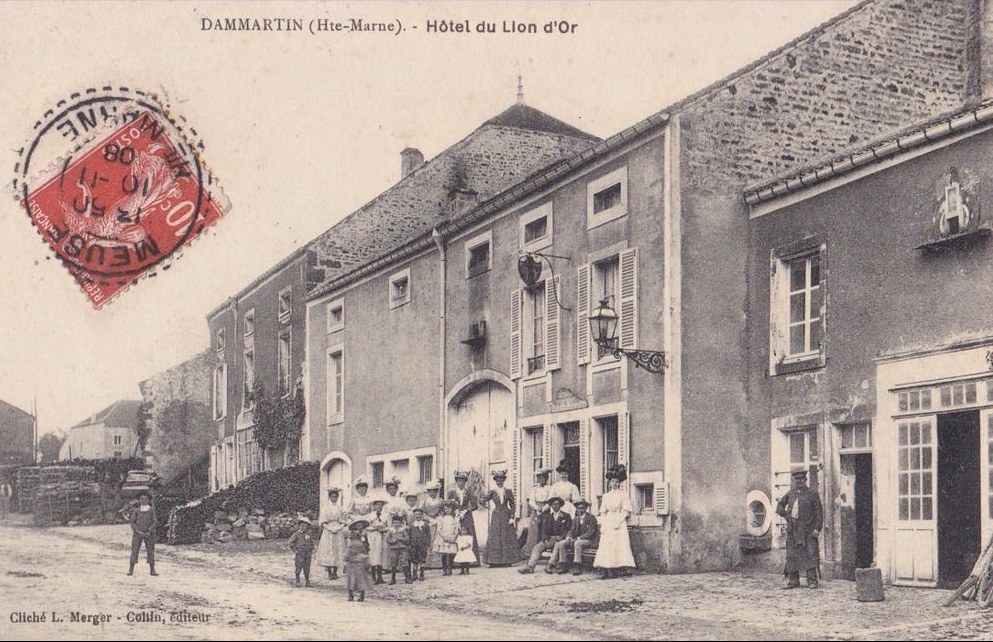
Habitants du village devant l'Hôtel du Lion d'or vers 1908.